# Ilhas Duff

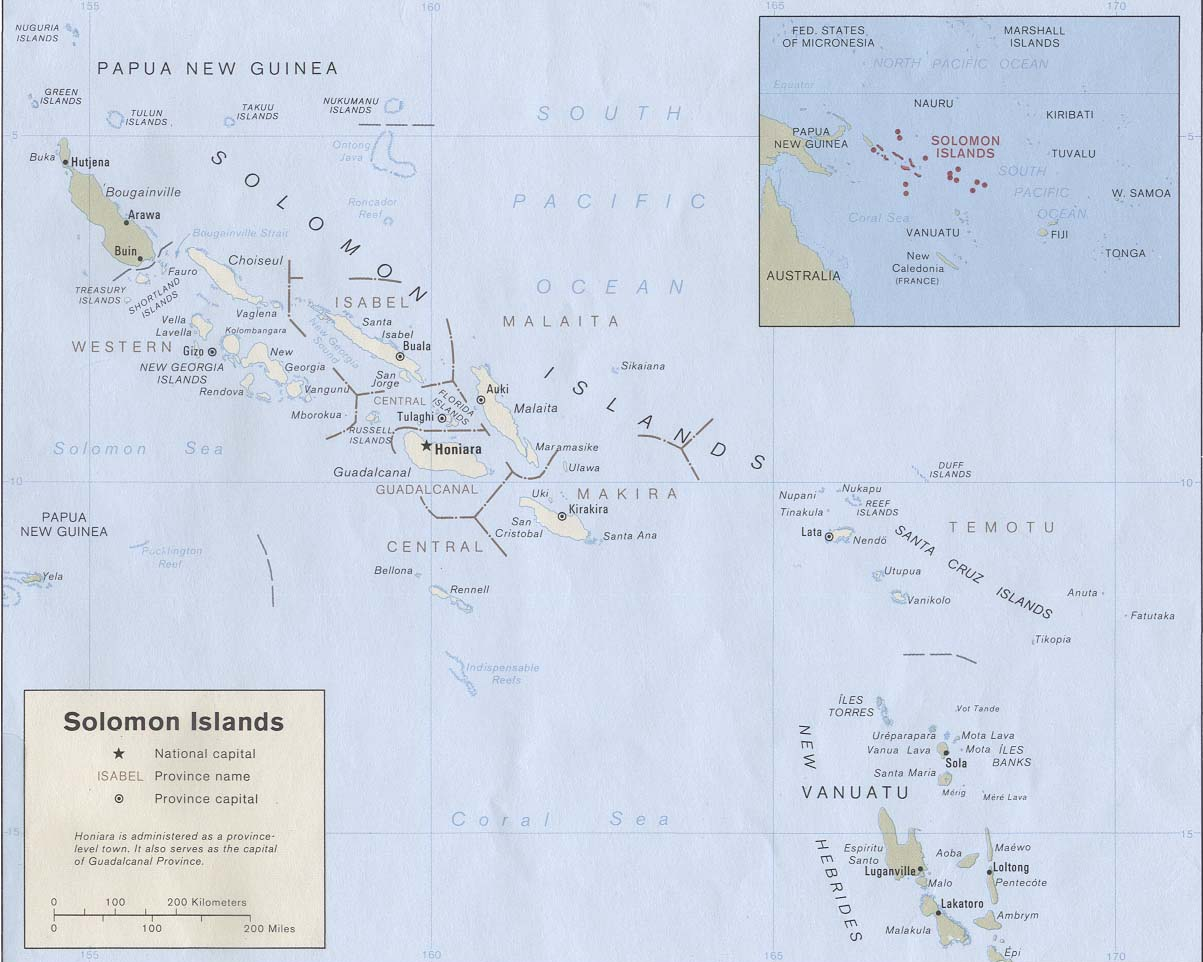
Mapa das Ilhas Salomão

As Ilhas Duff são um arquipélago das Ilhas Salomão localizado a nordeste das Ilhas Santa Cruz na província de Temotu. Também são conhecidas como Ilhas Wilson.
Fazem parte das ilhas Duff:
- Taumako, a principal ilha
- Ilhas Bass
- Ilhas do Tesoureiro

Os habitantes das Ilhas Duff são polinésios e a sua língua denomina-se pileni, parte dos idiomas polinésios.
A primeira visita às ilhas por parte de europeus foi a da expedição de Pedro Fernandes de Queirós.